# Edouard Cogels
Edouard Joseph Cogels, ook genaamd Cogels - Du Bois (Antwerpen, 1 oktober 1793 - Brussel, 9 februari 1868) was een Belgisch bankier en katholiek politicus.

## Biografie

### Familie
Edouard Cogels was een zoon van koopman Joseph Henri Cogels (1762-1821) en Marie Marguerite van Setter (1752-1816).
Hij trouwde in 1820 in Antwerpen met Julia du Bois (1794-1864), dochter van Ferdinand du Bois, lid van de Raad van State, lid van het Nationaal Congres en senator. Ze kregen vijf kinderen. Zijn zoon, baron Victor Cogels (1822-1866), trouwde in 1858 in Brussel met Marie Domis de Semerpont (1833-1865), dochter van Charles Domis de Semerpont, burgemeester van Beigem.
In 1822 verkreeg hij adelserkenning en in 1857 een baronstitel.
Cogels was verwant met verschillende parlementsleden, waaronder Hendrik Cogels (lid van het Nationaal Congres), Albert Cogels (lid van het Nationaal Congres) en de senatoren John Cogels en Frédégand Cogels. Via zijn schoonfamilie was hij daarnaast verwant met Ferdinand Philippe du Bois de Nevele (zijn schoonbroer) en Adolphe du Bois d'Aische (zijn neef).

### Loopbaan
Cogels was bankier, verzekeraar en afgevaardigd bestuurder van de Compagnie d'Assurances Maritimes et d'Incendie d'Anvers, Securitas (1829-1865). Hij was medestichter van de Société industrielle et commerciale d'Anvers. Hij was daarnaast lid van de toezichtsraad van de Banque de Belgique, censor van de Nationale Bank van België, bestuurder van de Compagnie des mines et usines de Lavoir en van de Charbonnages de Sacré-Madame en ten slotte lid van de Kamer van Koophandel van Antwerpen.
In 1839 werd hij katholiek volksvertegenwoordiger voor het arrondissement Antwerpen, tot in 1845, en opnieuw van juni 1847 tot juni 1848. In 1848 werd hij senator voor hetzelfde arrondissement, tot in 1851, en opnieuw van 1854 tot 1859. In totaal was hij ongeveer vijftien jaar parlementslid. Tijdens de laatste periode was hij in de Senaat voorzitter van de commissie voor Financies.